# Robert de Torigni
Robert de Torigni, ou quelquefois de Thorigny (Robertus de Torigneio), né à Torigni-sur-Vire vers 1110 et mort le 24 juin 1186 est un chroniqueur normand, seizième abbé du Mont Saint-Michel, de 1154 à 1186, grand bâtisseur, diplomate, historien et conseiller privé d'Henri II d'Angleterre. 

## Biographie

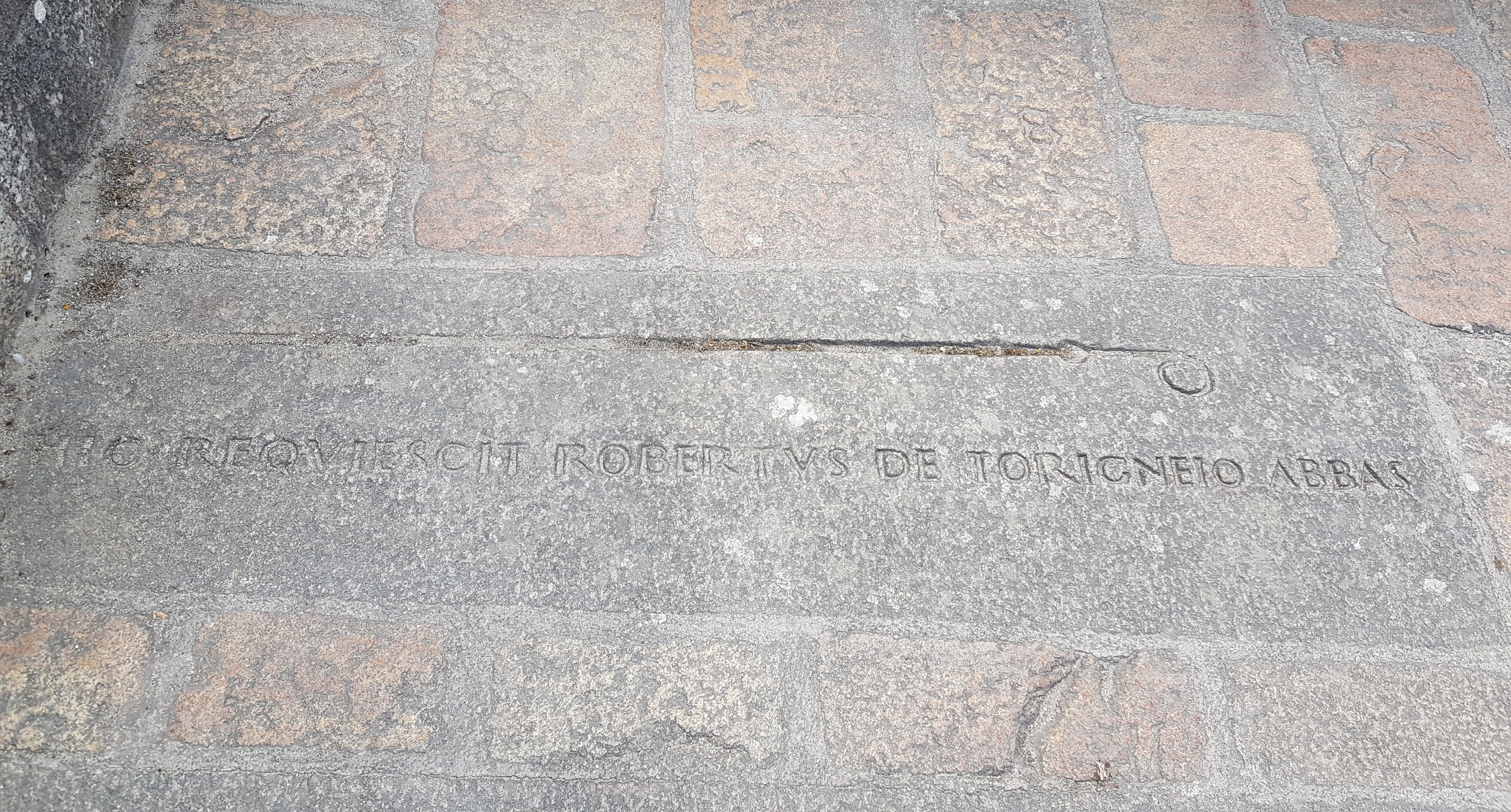
Pierre tombale de Robert de Torigni (abbaye du Mont-Saint-Michel, terrasse ouest).

Originaire de Torigni-sur-Vire, Robert, né en 1106, serait selon T. Le Roy le fils de Téduin et d'Agnès, seigneurs de Torigni.
Il entre à l’abbaye du Bec en 1128, sous l'abbatiat de Boson. Robert en devient probablement le prieur en 1149. 
Il est élu abbé du Mont-Saint-Michel le 27 mai 1154. Il est confirmé le 24 juin et béni le 22 juillet par Hugues d'Amiens, archevêque de Rouen, assisté d'Herbert, évêque d'Avranches, Gérard, évêque de Sées et de Roger de Bailleul, abbé du Bec, Michel, abbé de Préaux et Hugues, abbé de Saint-Sauveur-le-Vicomte. 
Il réalise d'importants travaux. Il édifie les deux tours occidentales et le bâtiment sud qui comprend l'hôtellerie et l'infirmerie.
Le 29 septembre 1158, Henri II d'Angleterre assiste à la messe et mange au réfectoire des moines avec ses barons, à son retour d'Avranches où il a reçu la soumission de Conan de Bretagne. Le 23 novembre suivant, les rois Louis VII et Henri II assistent à la messe pour sceller leur réconciliation.
Il se trouve à Domfront en 1161 pour le baptême d'Aliénor, fille d'Henri II et d'Aliénor d'Aquitaine, avec Achard de Saint-Victor, parrain de la baptisée.
Robert devient en janvier 1162 châtelain de Pontorson. Il est présent en 1163 au concile de Tours à l'invitation du pape Alexandre III. Les biens de l'abbaye en Bretagne sont confirmés le 30 septembre 1164 par Étienne, évêque de Rennes. Il préside en mai 1169 à Rennes la cérémonie d'investiture de Geoffroy, nouveau duc de Bretagne, avec Étienne de Fougères, évêque de Rennes et Albert, évêque de Saint-Malo.
Selon l'historien John Tolan, l'abbé Robert de Torigni affirme qu’à Pâques 1171, des Juifs de Blois auraient crucifié un enfant puis déposé son corps dans un sac jeté ensuite dans la Loire. Les autorités ne retrouvent aucun corps mais quelques dizaines de Juifs de Blois sont emprisonnés, accusés de meurtre rituel puis brûlés vifs, le 26 mai de la même année, sur ordre du comte Thibaut V,,. 
Il participe le 11 novembre 1177 avec Henri, évêque de Bayeux et Richard, évêque d'Avranches à l'élection de Rolland, doyen d'Avranches à l'archevêché de Dol. En 1186, il accueille comme moine Guillaume de Verdun, ancien prieur (1185) du Prieuré Saint-Michel de Rouen
Enterré sous l'actuelle porte latérale de l'église, du côté de l'épître, sa sépulture est retrouvée en 1875 par Édouard Corroyer.

## Le chroniqueur
Robert de Torigni était aussi un grand lecteur d’ouvrages religieux aussi bien que profanes. En tant que prieur et abbé, il était plus impliqué dans le monde séculier qu’Orderic Vital et Guillaume de Jumièges, les deux coauteurs de la Gesta Normannorum Ducum. La première œuvre substantielle de Robert de Torigni est la révision de la Gesta Normannorum Ducum datant de 1139. Il est l’auteur d’appendices et d’annexes à la chronique de Sigebert de Gembloux qui couvre la période 385 à 1100. La Gesta Normannorum Ducum est une suite de Sigebert qui s’étend de 1100 à 1186. Cet ouvrage est d’intérêt pour l’histoire de 1154 à 1170.

## Œuvres
- Chronique de Robert de Torigni, abbé du Mont-Saint-Michel, Éd. Léopold Delisle, Rouen, Le Brument, 1872-3.
- De ortu Waluuanii nepotis Arturi, Éd. Robert Day, Mildred Leake, New York ; London, Garland, 1984.
- De immutatione ordinis monachorum